# Petitot River
Der Petitot River ist ein Fluss in den kanadischen Provinzen Alberta und British Columbia und in den Nordwest-Territorien.

## Flusslauf
Der Fluss ist etwa 475 km lang und entwässert ein Gebiet von 23.200 km². In der Dene-Sprache heißt der Fluss mbehcholah, „der Schwarze“.
Der Petitot River entspringt nordöstlich des Bistcho Lake, den er durchfließt, im Nordwesten Albertas. Danach fließt er nach Westen und überquert die Grenze zwischen den Provinzen Alberta und British Columbia. Anschließend fließt er nach Westen entlang der Grenze zu den Nordwest-Territorien. Er kreuzt mehrmals die Provinzgrenze. Der British Columbia Highway 77 (Liard Highway) überquert den Petitot River etwa 50 km südöstlich von Fort Liard. Hier wendet sich der Fluss nach Nordwesten, dringt in die Nordwest-Territorien ein und mündet schließlich bei Fort Liard in den Liard River.

## Geschichte
Der Fluss wurde nach Émile Petitot benannt, einem der ersten Europäer, der die Gegend um 1867/68 erkundete.

## Zuflüsse
- Thinahtea Lake Creek
- July Lake Creek
- Sahdoanah Creek
- Thetlaandoa Creek
- Tsea River
- Dilly Creek
- D'Easum Creek